# Decoding the Disciplines
Decoding the Disciplines (deutsch etwa "Wissenschaften entschlüsseln") ist eine hochschuldidaktische Methode, mit der Lehrende und Wissenschaftler die Praktiken von Wissenschaften explizieren können, um es ihren Studierenden zu erleichtern, sich in diese einzuarbeiten. Der Ansatz beruht auf der Beobachtung, dass viele Aktivitäten beim wissenschaftlichen Arbeiten und Denken so hoch geübt bzw. sogar automatisiert sind, dass sie kaum noch beschrieben und damit auch nicht oder kaum vermittelt werden können. Der Ansatz bietet einen Prozess zur Verbesserung des Lernens von Studierenden, in dem die Kluft zwischen dem Denken von Experten und Anfängern verringert wird. Er beginnt mit der Identifizierung von Engpässen beim Lernen in bestimmten Disziplinen. Diese werden metaphorisch als "Bottleneck" bezeichnet, also als Flaschenhals, der Lernen verlangsamt oder zum Stoppen bringt. Der Prozess zielt darauf ab, das implizite Wissen von Experten explizit zu machen und Studierenden zu helfen, die mentalen Handlungen zu beherrschen, die sie für den Erfolg in bestimmten Kursen benötigen.
Decoding the Disciplines wurde ursprünglich in der Geschichtswissenschaft entwickelt, wird inzwischen aber auf viele unterschiedliche Wissenschaften angewendet. Decoding the Disciplines ist Bestandteil zahlreicher hochschuldidaktischer Qualifizierungsprogramme.

## Leitfragen im Decoding-Prozess
Der Prozess des Decoding lässt sich als Abfolge von sieben Leitfragen formulieren. In der Literatur zu Decoding werden diese Fragen gewöhnlich als Schritte bezeichnet. Obwohl die Schritte nummeriert sind, ist die Reihenfolge der Schritte nicht vorgegeben und kann nach Bedarf geändert werden.

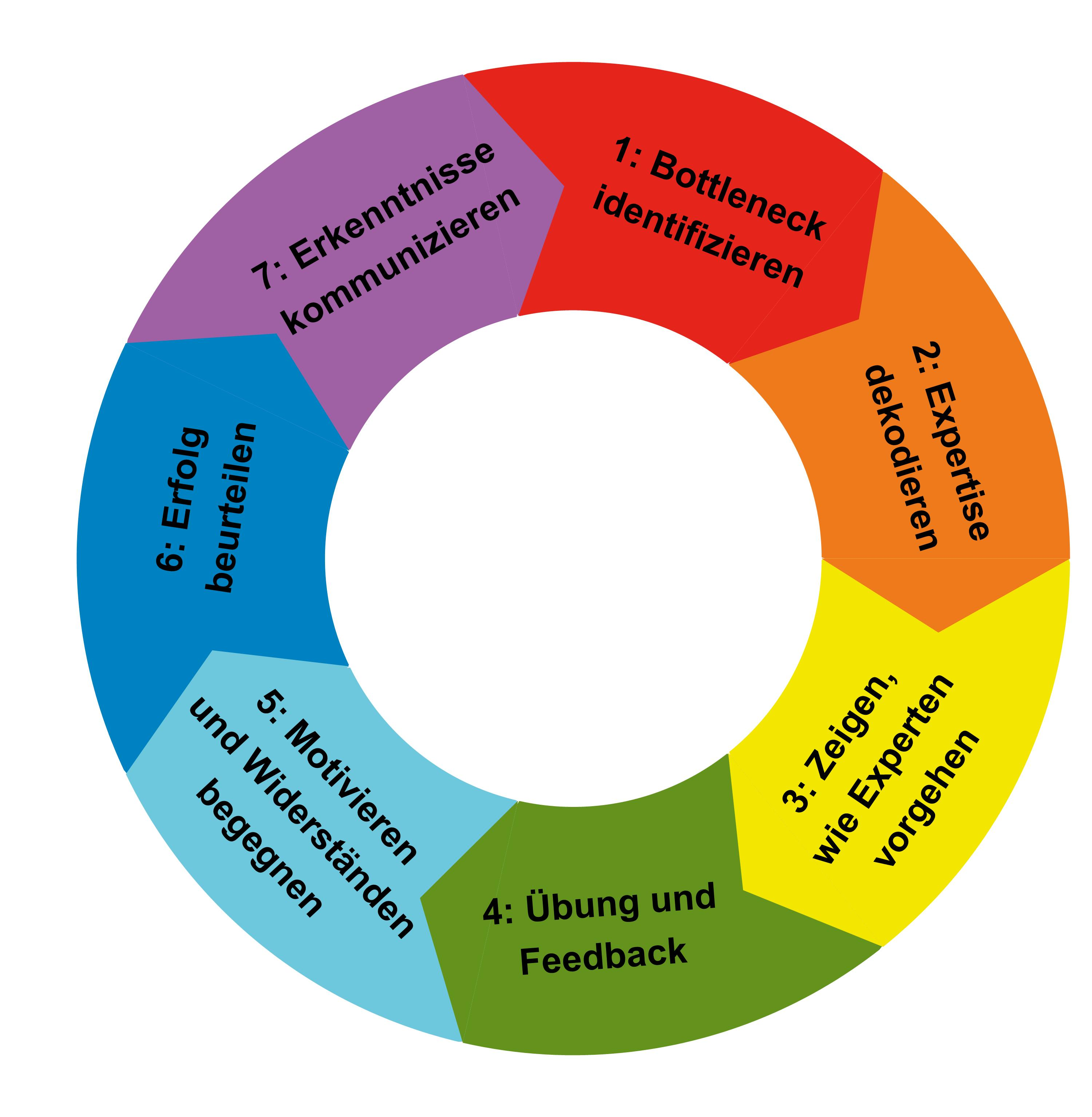
Graphische Darstellung des Prozesses von Decoding the Disciplines

### Frage 1: Wo beobachte ich bei Studierenden ein Bottleneck beim Lernen?
Die Beantwortung dieser Frage ist in der Regel der Ausgangspunkt für den Decoding-Prozess. Die Lehrenden identifizieren eine Aktivität oder Aufgabe in ihrem Kurs, die die Studierenden lernen sollen, bei der sie aber oft scheitern. Dabei kann es sich durchaus um eine mentale Tätigkeit handeln.

### Frage 2: Was müssen die Studierenden tun können, um das Bottleneck zu überwinden?
Diese Frage führt zu einer Schlüsselaktivität des Prozesses: Die Lehrenden untersuchen die Schritte, die Fachexperten durchlaufen, um die als Bottleneck identifizierte Aktivität oder Aufgabe zu bewältigen. Diese Erkundung wird häufig in einem sogenannten Decoding Interview durchgeführt, bei dem in der Regel zwei Interviewende der Lehrenden helfen, ihr Fachwissen zu explizieren.

### Frage 3: Wie kann ich Lernenden zeigen, was sie tun sollen?
Eine Möglichkeit, dies zu tun, besteht darin, dass Lehrende demonstrieren, wie sie diese Aktivitäten als Experten durchführen. Um dies zu tun, können Lehrende
- den Lernenden die (mentalen) Schritte anhand eines fachspezifischen Beispiels zeigen
- kritische Schritte oder Handlungen explizit hervorheben
- Metaphern oder Analogien für die (mentalen) Schritte verwenden.

### Frage 4: Wie kann ich für Studierende Möglichkeiten für Übung und Feedback erzeugen?
Häufig stellen Lehrende Aufgaben oder Lernaktivitäten zur Verfügung, die es Lernenden ermöglichen, die als Bottleneck identifizierte Tätigkeit auszuführen und Feedback zu erhalten.

### Frage 5: Wie kann ich mit emotionalen Engpässen beim Lernen umgehen?
Der Decoding-Prozess kann zu erheblichen Veränderungen im Unterricht führen. Lernende könnten sich gegen solche Veränderungen wehren. Diese Widerstände können als eine weitere Art von Bottleneck betrachtet werden, die eher emotional als kognitiv sind. Frage 5 fordert Lehrende auf, solche Widerstände zu antizipieren, um besser damit umgehen zu können.

### Frage 6: Wie kann ich wissen, ob Lernende diese Vorgänge beherrschen?
Um dies herauszufinden, führen Lehrende formative oder summative Assessments durch, die Aufschluss darüber geben, inwieweit die Lernenden die als Bottleneck identifizierte Tätigkeit oder damit zusammenhängende Denkprozesse ausführen können.

### Frage 7: Wie kann ich meine Erkenntnisse mit anderen teilen?
Lehrende können ihre Ergebnisse informell mit Kollegen teilen oder formell durch Veröffentlichungen oder Präsentationen als eine Form von Scholarship of Teaching and Learning einem weiteren Kreis zugänglich machen. Stand 2023 haben Lehrende und Forschende mehr als 500 Artikel zum Thema Decoding veröffentlicht.

## Geschichte
Decoding the Disciplines wurde von der Bildungswissenschaftlerin Joan Middendorf und dem Historiker David Pace an der Indiana University  im Indiana University Freshman Learning Project entwickelt, wo in den späten 1990er und frühen 2000er Jahren versucht wurde, die Ursachen hartnäckiger Probleme Studierender beim fachlichen Lernen zu identifizieren. David Pace hat die Absichten und Ziele dieser frühen Phase von Decoding the Disciplines so zusammengefasst:
„The Decoding the Disciplines approach emerged from a desire to develop new responses to common blocks to learning in college courses. As directors of the Indiana University Freshman Learning Project from 1998 to 2010, Joan Middendorf and David Pace perceived a mismatch between what was being taught to students in many classes and what was actually required for success in these courses. The very expertise of college instructors had made many essential procedures of the disciplines so automatic that these had become invisible and, thus, were not being taught. Students, trying to respond to the demands of their courses, were often unintentionally given conceptual maps of the field that lacked instructions for surmounting crucial challenges. It was as if their instructors had provided their students with the kind of itinerary produced by Google Maps, but had inadvertently omitted many lines of the instructions. Students who were already familiar with the territory found their way with little difficulty. A few students with usual skills at pathfinding turned the limited set of clues at their disposal into a strategy for reaching the destination. But others, who were not pre-educated in the field or endowed with a special prdisposition for the discipline, became hopelessly lost.“
In deutscher Übersetzung:

„Der Decoding-the-Disciplines-Ansatz entstand aus dem Wunsch heraus, neue Antworten auf häufige Lernblockaden in College-Kursen zu entwickeln. Als Leiter des Indiana University Freshman Learning Project von 1998 bis 2010 erkannten Joan Middendorf und David Pace eine Diskrepanz zwischen dem, was den Studierenden in vielen Kursen beigebracht wurde, und dem, was tatsächlich für den erfolgreichen Abschluss dieser Kurse erforderlich war. Die Expertise der Hochschullehrer hatte viele wesentliche Abläufe in den Disziplinen so sehr automatisiert, dass sie unsichtbar geworden waren und daher nicht gelehrt wurden. Studierende, die versuchten, den Anforderungen ihrer Kurse gerecht zu werden, entwickelten oft ungewollt konzeptionelle Landkarten des Fachs, die keine Anweisungen zur Bewältigung der entscheidenden Herausforderungen enthielten. Es war, als hätten die Dozenten ihren Studenten eine Art Fahrplan mitgegeben, der von Google Maps erstellt wurde, aber versehentlich viele Zeilen der Anweisungen ausgelassen. Studierende, die mit dem Gebiet bereits vertraut waren, fanden ihren Weg ohne große Schwierigkeiten. Einige Studierende, die über die üblichen Fähigkeiten zur Wegfindung verfügten, entwickelten aus den wenigen Hinweisen, die ihnen zur Verfügung standen, eine Strategie, um das Ziel zu erreichen. Andere jedoch, die weder über eine Vorbildung auf diesem Gebiet verfügten noch eine besondere Veranlagung für diese Disziplin mitbrachten, verirrten sich hoffnungslos.“

## Decoding the Disciplines als didaktischer Rahmen
Als hochschuldidaktischer Ansatz bezieht sich Decoding the Disciplines auf viele andere Methoden und Erkenntnisse. Es kombiniert Elemente von Expertise- und Fehlkonzeptforschung, Hochschuldidaktik, Coaching, kollegialer Beratung und Scholarship of Teaching and Learning zu einem Prozess der Lehrentwicklung, bei dem die Schwierigkeiten Studierender beim Erlernen fachspezifischer Denk- und Handlungsmuster als systeminhärent gewürdigt werden. Es ermöglicht, mehrere Probleme und Herausforderungen im Zusammenhang mit der Lehre an Hochschulen parallel zu bearbeiten. Es geht mit anderen Worten um eine Identifizierung von sog. „Bottlenecks“, deren Überwindung für die Steigerung der Lernleistung von Studierenden von entscheidender Bedeutung sein kann. Decoding richtet den Fokus auf direkte Weise auf die Schwierigkeit des Lehrstoffs. Es vermeidet, das Scheitern von Lehre alleine bei den Studierenden zu suchen oder primär in einer falschen Auswahl der Lehrmethode zu sehen.